# Вестманланд (лен)

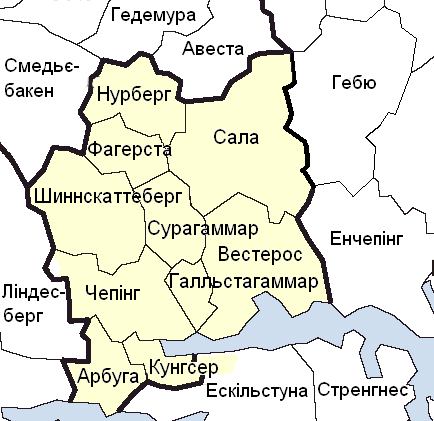
Комуни лену Вестманланд

Вестманланд (швед. Västmanlands län) — лен у центральній частині Швеції. Центр — місто Вестерос. Розташований у ландскапі (провінції) Вестманланд. Межує з ленами Седерманланд, Еребру, Даларна, Уппсала.

## Адміністративний поділ
Адміністративно лен Вестманланд поділяється на 10 комун:
1. Комуна Арбуга (Arboga kommun)
2. Комуна Вестерос (Västerås kommun)
3. Комуна Галльстагаммар (Hallstahammars kommun)
4. Комуна Кунгсер (Kungsörs kommun)
5. Комуна Нурберг (Norbergs kommun)
6. Комуна Сала (Sala kommun)
7. Комуна Сурагаммар (Surahammars kommun)
8. Комуна Фагерста (Fagersta kommun)
9. Комуна Чепінг (Köpings kommun)
10. Комуна Шиннскаттеберг (Skinnskattebergs kommun)

## Найбільші міста
Станом на 2010 рік:
| Місто          | Населення |
| -------------- | --------- |
| Вестерос       | 110 877   |
| Чепінг         | 17 743    |
| Сала           | 12 289    |
| Фагерста       | 11 130    |
| Галльстагаммар | 10 478    |
| Арбуга         | 10 330    |